# Ханты-Мужи
Ханты-Мужи — деревня в Шурышкарском районе Ямало-Ненецкого автономного округа России. 

## География
Расположена на левом берегу Ханты-Мужевской протоки (на картах — Мояхтас) реки Малая Обь, в 150 км к юго-западу от города Салехарда и в 4 км к северу от районного центра, села Мужи. 
Одна улица — Лесная.
Площадь 11 га.

## История
Хантыйское селение Ханты-Мужи впервые упоминается в исповедных работах Куноватской волости с 1794 года, как Мужигородские юрты с 2 хозяйствами.
С 2005 до 2022 гг. деревня входила в сельское поселение Мужевское, упразднённое в 2022 году в связи с преобразованием муниципального района в муниципальный округ.

## Население
| 1989 | 2002 | 2010 | 2015 | 2021 |
| ---- | ---- | ---- | ---- | ---- |
| 21   | ↘5   | ↘2   | ↗9   | ↘5   |

Численность населения — 23 чел. (2021 г.). 

## Инфраструктура
Сложившаяся планировочная структура деревни компактная: одна улица. На ней кварталы индивидуальной
застройкой с одноквартирными жилыми домами с приусадебными участками. Лишь один многоквартирный жилой дом; он тоже с приусадебным участком. Зоны общественно-делового, инженерного и коммунально-складского назначения отсутствуют.
Природно-этнографический парк-музей Живун — это образ хантыйской деревни начала XX века. В перспективе — музейный и научный центр, аккумулирующий информацию об архитектурных традициях народов Нижнего Приобья с древности до наших дней.
Музей Ханты-Мужи — музей под открытым небом, основное направление в деятельности которого — различные аспекты
этнических архитектурных традиций северных хантов.
Централизованная система водоснабжения отсутствует. Водоснабжение населения д. Ханты-Мужи осуществляется посредством
забора воды из протоки Ханты-Мужевская.
Электроснабжение потребителей осуществляется от индивидуальных бытовых генераторов.

## Транспорт
Объекты транспортной инфраструктуры на территории Ханты-Мужи отсутствуют.

## Экономика
Много веков ханты занимаются рыболовством и охота. В 1930-е годы в селении проживало 12 семей рыбаков и 3 семьи оленеводов. С разукрупнением колхозов и созданием совхозов в 1961 г. хозяйства вошли в состав «Мужевский», что повлекло за собой переезд части жителей в райцентр.